# Clidemia wrightii
Clidemia wrightii är en tvåhjärtbladig växtart som beskrevs av August Heinrich Rudolf Grisebach. Clidemia wrightii ingår i släktet Clidemia och familjen Melastomataceae. Inga underarter finns listade i Catalogue of Life.